# Albert Adu Boahen
Albert Adu Boahen (n. Oseim, 24 de mayo de 1932 - ibídem, 24 de mayo de 2006) fue un historiador, académico y político ghanés. Fue académico de la Universidad de Ghana desde 1959 hasta 1990, y profesor desde 1971. Como político, es recordado como el candidato del Nuevo Partido Patriótico en las elecciones presidenciales de 1992, en las que fue derrotado por Jerry Rawlings, posicionando a su partido como la principal fuerza opositora al Congreso Nacional Democrático.

## Primeros años
Boahen nació en Oseim a padres presbiterianos, y tenía sus raíces ancestrales en Juaben en la región de Ashanti. Asistió a escuelas religiosas entre 1938 y 1947. Luego pasó tres años en la Escuela Mfantsipim antes de inscribirse en estudios de historia en el Colegio Universitario de Costa de Oro en Legon. Se graduó en 1956, un año antes de que Ghana obtuviera su independencia. En 1959 recibió un doctorado en historia africana de la Escuela de Estudios Orientales y Africanos en Londres, siendo el primer ghanés en obtener este doctorado.

## Carrera
Fue empleado en la Universidad de Ghana en 1959, y fue profesor desde 1971 hasta su retiro en 1990. Presidió el Departamento de Historia entre 1967 y 1975, siendo el primer africano en hacerlo, y fue decano de 1973 a 1975. También sirvió en el consejo editorial del Diario de la Historia Africana publicado por la prensa de la Universidad de Cambridge, visitó la Universidad Nacional Australiana en 1969, la Universidad de Colombia en 1970, y la Universidad Estatal de Nueva York en 1990 y 1991. Entre 1993 y 1999, también trabajó en el comité de la UNESCO que publicó la obra de ocho volúmenes Historia General de África.
El trabajo académico de Boahen pasó a la política. En febrero de 1988, en plena dictadura militar, dio una conferencia pública sobre la historia de Ghana de 1972 a 1987. Por esta razón, se le atribuye romper la llamada "cultura del silencio" que marcó el régimen de Jerry Rawlings, impuesto en 1981. Las conferencias, celebradas originalmente en la Sala del Consejo Británico en Acra, se publicaron en 1998 como La Esfinge de Ghana: Historia Contemporánea de Ghana, 1972-1987.
En 1990 cofundó el Movimiento por la Libertad y la Justicia, y fue su primer presidente. La prohibición de los partidos políticos en Ghana se levantó en 1992. En las elecciones presidenciales siguientes, Boahen fue el candidato del Nuevo Partido Patriótico (NPP), con Roland Issifu Alhassan como su candidato a vicepresidente. Boahen fue derrotado por Rawlings, recibiendo el 30% de los votos. Debido a la insatisfacción general de la oposición, el NPP denunció fraude y todos los partidos opositores boicotearon las elecciones legislativas. Para las siguientes elecciones, el candidato del NPP fue John Kufuor, que obtuvo el 39% de los votos ante otra victoria de Rawlings. En 1998, Boahen intentó presentarse nuevamente como candidato, pero en su lugar el NPP presentó a Kufuor, que en última instancia ganó las elecciones de 2000 y fue nombrado presidente de Ghana.
Boahen habló en contra de la doctrina marxista a principios de su carrera. Políticamente, se describió a sí mismo como "un demócrata liberal, un creyente en la libertad del individuo, el bienestar de los gobernados, y en la empresa privada y la economía de mercado".

## Fallecimiento y legado
Boahen era un miembro de la Academia de Ghana de las Artes y de las Ciencias, y en 2003 un Festschrift nombrado Ghana en África y el Mundo fue lanzado, corregido por Toyin Falola. La UNESCO le otorgó la Medalla de Plata Avicena.
Boahen murió el 24 de mayo de 2006, el mismo día en que cumplió 74 años. Entre los dolientes que visitaron a su familia, sorprendentemente, se encontraba su antiguo rival Jerry Rawlings. El gobierno de John Kufuor, del NPP, le otorgó un funeral de estado, y en junio de 2006 fue galardonado póstumamente con la Orden de la Estrella de Ghana. Kufour inauguró un Día Nacional de Honor el 30 de junio, y varios otros fueron galardonados con la Orden. Su hijo Charles Abu Boahen es Viceministro de Estado de Ghana desde marzo de 2017.